# Calymperes hasegawae
Calymperes hasegawae là một loài rêu trong họ Calymperaceae. Loài này được Takaki & Z. Iwats. Iwasaki mô tả khoa học đầu tiên năm 1965.